# Oragua insipida
Oragua insipida är en insektsart som beskrevs av Young 1977. Oragua insipida ingår i släktet Oragua och familjen dvärgstritar. Inga underarter finns listade i Catalogue of Life.